# Sumter County (Alabama)
Sumter County is een county in de Amerikaanse staat Alabama.
De county heeft een landoppervlakte van 2.344 km² en telt 14.798 inwoners (volkstelling 2000). De hoofdplaats is Livingston.

## Bevolkingsontwikkeling

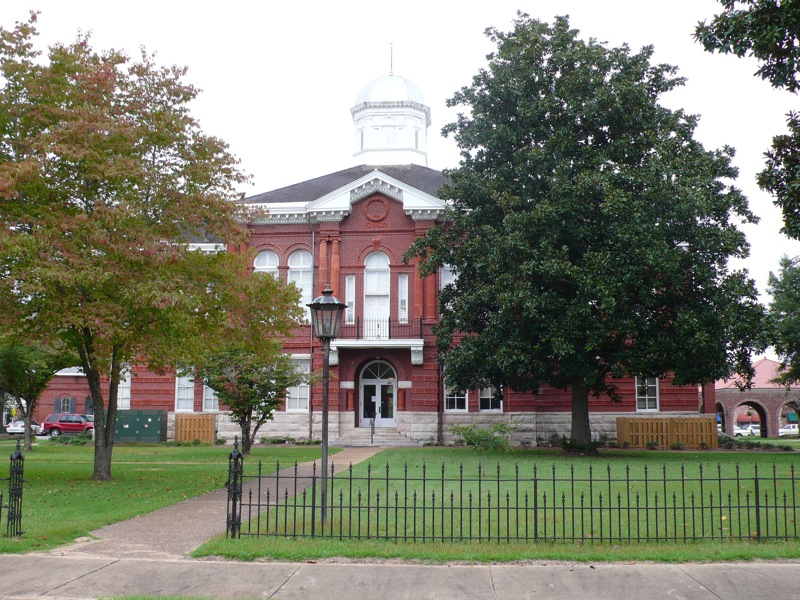
Sumter County Courthouse